# Église Saint-Maurice de Louerre
L'église Saint-Maurice est une église située à Louerre, en France.

## Localisation
L'église est située dans le département français de Maine-et-Loire, sur la commune de Louerre.

## Historique
L'édifice est inscrit au titre des monuments historiques en 1984.